# Emma Bell Miles
Emma Bell Miles (ur. 19 października 1879 w Evansville, zm. 19 marca 1919 w Chattanooga) – amerykańska artystka, dziennikarka, prozaiczka i poetka.

## Życiorys
Urodziła się w miejscowości Evansville w Vanderburgh County w stanie Indiana. Jej rodzicami byli Benjamin Franklin i Martha Ann Mirick Bellowie. Dzieciństwo spędziła w Rabbit Hash w Kentucky. Rodzina poetki przeprowadziła się do Walden's Ridge w Tennessee. Ponieważ wykazywała ona zdolności plastyczne, w 1899 została wysłana do St. Louis School of Art. Cierpiała tam jednak na nostalgię za rodzinnymi okolicami i przerwała naukę. W czasie studiów poznała pisma Henry’ego Davida Thoreau, które wywarły na nią wielki wpływ. Po powrocie do Walden's Ridge rozpoczęła wspólne życie z Frankiem Milesem, z którym miała pięcioro dzieci, w tym bliźniaczki Jean i Judith (wrzesień 1902), Joe Winchestera (luty 1905), Katharine (styczeń 1907) i Marka (marzec 1909). W 1911, po krótkim pobycie w Miami (1909-1910), stwierdzono u niej gruźlicę. Zmarła 19 marca 1919 w miejscowości Chattanooga w Hamilton County w Tennessee.

## Twórczość
Emma Bell Miles uprawiała prozę i poezję. Jej najbardziej znaną książką jest krajoznawcza opowieść Spirit of the Mountains, opublikowana w 1905. Pisała też teksty do rubryki Fountain Square Conversations w piśmie Chattanooga News i wiersze liryczne.